# GX Alekhine
GX Alekhine, pełna nazwa Grupo de Xadrez Alekhine – portugalski klub szachowy z siedzibą w Lizbonie, czterokrotny mistrz kraju.

## Historia
Klub został założony 30 maja 1947 roku. Pierwszym prezesem klubu został Rui Pedrosa Franco, pełniąc tę funkcję przez 41 lat. W latach 1952–1953 klub zdobył wicemistrzostwo kraju, a w 1956 roku pierwszy tytuł mistrzowski. W latach 50. i 60. zawodnikiem klubu był m.in. Joaquim Durão. W 1961 roku zawodnicy GX Alekhine ponownie zdobyli drugie miejsce w mistrzostwach Portugalii. W pierwszej połowie lat 60. zespół spadł do drugiej ligi, jednak w 1966 roku awansował na najwyższy szczebel rozgrywek. W sezonach 1969, 1971 i 1972 zespół zdobył mistrzostwo kraju, a w sezonie 1975/1976 zdobyto wicemistrzostwo.
W 1998 roku prezesem klubu został Amadeu Solha Santos, który był nim do 2011 roku. W sezonie 2006/2007 GX Alekhine uzyskał awans do Segunda Divisão, a w sezonie 2008/2009 – do Primeira Divisão. W roku 2011 nowym prezesem mianowany został José Palma Fernandes, a w 2021 zastąpił go António Garcia. W 2013 roku GX Alekhine spadł z pierwszej ligi, a rok później – z drugiej. W 2017 roku nastąpił powrót na drugi szczebel rozgrywek. W 2023 roku zespół dotarł do finału Pucharu Portugalii, w którym uległ Estrelasowi São João de Brito. Rok później klub zdobył puchar kraju, pokonując Académikę Coimbra.